# Ferdynand Szumlas
Ferdynand Szumlas (ur. 2 stycznia 1924 w Jeleśni pow. Żywiec, zm. 24 czerwca 1979 pod Amsterdamem) – polski chemik oraz geochemik, nauczyciel akademicki.

## Życiorys
Ojciec był robotnikiem kolejowym. Dodatkowo rodzina posiadała 3-morgowe gospodarstwo rolne. Miał dwóch braci i siostrę. W 1935 ukończył 6-klasową szkołę powszechną w Jeleśni i został przyjęty do Państwowego Gimnazjum im. M. Kopernika w Żywcu, gdzie naukę zakończył małą maturą w 1939 roku.
Podczas wojny pracował w różnych miejscach. W latach 1940–1943 w wytwórni skrzyń (Sägewerk u. Kistenfabrik F. Piecha); następnie w latach 1943–1944 był portierem i kelnerem w pensjonacie Kurhaus Schweizerhof w Zwardoniu. Pod koniec wojny (1944–1945) był laborantem w zakładach chemicznych w Kędzierzynie (I.G. Farbenindustrie Werk Heydebreck). Przez całą okupację uczył się zaocznie chemii w prywatnej szkole korespondencyjnej (Rustin-Fernschule Berlin).
Po wyzwoleniu przez kilka miesięcy pracował w Polskich Kolejach Państwowych i równocześnie uczęszczał do gimnazjum dla dorosłych w Żywcu, gdzie w 1946 uzyskał świadectwo dojrzałości. W tym samym roku zapisał się na I rok studiów na Wydziale Matematyczno-Przyrodniczym Uniwersytetu Poznańskiego i w grudniu 1950 otrzymał dyplom magistra filozofii w zakresie chemii na podstawie pracy z chemii fizycznej wykonanej pod kierunkiem prof. Głowackiego.
Podczas studiów zarabiał korepetycjami i jako nauczyciel, najpierw w Państwowym Gimnazjum i Liceum im. Karola Marcinkowskiego w Poznaniu (IX.47-IX.48), później w Państwowym Liceum Rolniczo-Gospodarczym w Rokietnicy koło Poznania (IX.48-IX.49) i w II Państwowym Liceum dla Pracujących (IX.48-IX.51) w Poznaniu. Przez cały okres studiów działał społecznie w Caritas Academica i przez dłuższy czas był też prezesem tej instytucji.
W 1949 ożenił się z Elżbietą Stachowską, córką poznańskiego aptekarza, z którą miał troje dzieci: Marka (1950), Małgorzatę (1951) i Jacka (1954).
Od III roku studiów był zatrudniony najpierw jako asystent, później starszy asystent i adiunkt na Uniwersytecie Poznańskim w Zakładzie Mineralogii i Petrografii, kierowanym przez prof. Kazimierza Smulikowskiego. Prowadził ćwiczenia z krystalografii i mineralogii dla chemików, farmaceutów i geologów.
W 1952 otrzymał nagrodę Rektora Uniwersytetu Poznańskiego za szczególne osiągnięcia pedagogiczne. W tym samym roku został służbowo przeniesiony do Warszawy wraz z Zakładem prof. K. Smulikowskiego na nowo organizowany Wydział Geologii Uniwersytetu Warszawskiego. W latach 1952–1954 zatrudniony był na stanowisku adiunkta, później p.o. samodzielnego pracownika nauki, a od 1 września 1954 do 30 września 1961 na stanowisku zastępcy profesora przy Katedrze Mineralogii i Geochemii Wydziału Geologii UW. W latach 1954–1956 zorganizował i kierował Wieczorowym Studium Geologii Technicznej przy Wydziale Geologii UW, a przez cały okres istnienia Studium (do 1961) kierował jej Komisją Egzaminacyjną i prowadził zajęcia dydaktyczne z krystalografii, mineralogii, petrografii technicznej. Równocześnie dla uczestników studiów dziennych prowadził wykłady i ćwiczenia z fizykochemicznych metod analizy i technologii surowców mineralnych. Prowadził badania naukowe dotyczące petrografii skał zasadowych okolic Sobótki, amfibolitów i gnejsów okolic źródlisk Białej Lądeckiej oraz surowców kwarcowych z Rozdroża Izerskiego.
Przez cały czas był konsultantem i weryfikatorem opracowań i dokumentacji geologicznych, m.in. w „Geoprojekcie”, w Centralnym Zarządzie Przemysłu Surowców Mineralnych i w Komisji Zasobów Kopalin Centralnego Urzędu Geologii.
Od 1957 pracował też na części etatu w Zakładzie Nauk Geologicznych PAN, gdzie zajmował się geochemią serpentynitów okolic Sobótki. Wyniki wykonanych wówczas badań stały się podstawą pracy wykonanej pod kierunkiem prof. Kazimierza Smulikowskiego Nikiel, kobalt i chrom w serpentynitach okolic Sobótki na Dolnym Śląsku, na podstawie której 19 grudnia 1960 otrzymał tytuł doktora nauk przyrodniczych na Wydziale Geologii Uniwersytetu Warszawskiego.
Z początkiem 1960 otrzymał od dyrektora Instytutu Geologicznego w Warszawie, prof. Edwarda Rühle propozycję zorganizowania, a następnie kierowania Zakładem Geochemii. Z dniem 1 marca 1960 rozpoczął pracę w Instytucie Geologicznym. Dobierał personel, kompletował aparaturę, wyposażenie nowego Zakładu i uruchamiał pracownie analityczne badań fizykochemicznych.

### Ghana
We wrześniu 1963 zakończył pracę w Instytucie Geologicznym w związku z delegowaniem wraz z Janem Brudzińskim i Jerzym Wróblickim do pracy w Służbie Geologicznej w Ghanie. Podczas prawie 5-letniego pobytu w Ghanie prowadził prace poszukiwawcze w terenie, nadzorował prace wiertnicze i kierował laboratorium analitycznym w Saltpond (około 75 km na zachód od Akry). Współpracował z geologami dokumentującymi nowo odkryte złoża pegmatytów spodumenowych, boksytów i kaolinów i nadzorował działalność specjalistycznych pracowni: mineralogicznej, chemicznej, rentgenowskiej i kruszcowej w Akrze. Nawiązał kontakty z ośrodkami naukowymi w Anglii i Holandii (m.in. Uniwersytetem w Leiden oraz z Laboratorium Izotopowym w Amsterdamie), gdzie badał wiek bezwzględny skał z Ghany. Podczas jednej z wizyt na Uniwersytecie w Leiden, w Holandii, otrzymał propozycję zatrudnienia w charakterze wykładowcy.

### Lejda
W kwietniu 1968, po zakończeniu kontraktu w Ghanie, podjął pracę w Lejdzie (Geological Institute, State University, Leiden). Wykładał dla studentów petrografię, mineralogię i geochemię. Równocześnie podjął pracę w International Training Centrum – International Institute for Aerial Survey and Earth Sciences, w Delfcie. Były tam prowadzone dwuletnie studia dla inżynierów z krajów rozwijających się, głównie afrykańskich, w tym także z Ghany.
Zginął 24 czerwca 1979 w wypadku samochodowym, gdy odwoził na lotnisko w Amsterdamie koleżankę z Polski, którą gościł w swoim domu. Został pochowany na cmentarzu Rijnhof w Leiden.

## Publikacje
W najważniejszej swojej opublikowanej w Polsce pracy („Archiwum Mineralogiczne” vol. XXIV, 1960), dotyczącej geochemii niklu, kobaltu i chromu w serpentynitach z okolic Sobótki na Dolnym Śląsku, jako jeden z pierwszych wykorzystał metody statystyki matematycznej do interpretacji danych geochemicznych. Unikatowe wyniki oznaczeń wieku skał zebranych w Ghanie zostały opublikowane w Holandii („Geologie en Mijnbouw” vol. 46, no 5). Łącznie był autorem kilkudziesięciu publikacji i opracowań archiwalnych, głównie zagranicznych, oraz licznych recenzji.